# Кузнецов, Кузьма Дмитриевич
Кузьма Дмитриевич Кузнецов (1900—1953) — советский промышленный деятель, директор авиационных заводов в Казани и Комсомольске-на-Амуре.

## Биография
Родился 25 октября 1900 года в селе Апраксино Сергеевского уезда Нижегородской губернии.
В 1913 году окончил сельскую школу и с 1913 по 1916 годы работал учеником переплетчика в типографии Москвы, а с 1916 по 1917 годы — переплетчиком на альбомной фабрике. Член партии с 1917 года.
После Октябрьской революции, в 1918—1919 годах был организатором волостных отрядов Красной Гвардии в Новгородской губернии и на Урале, в 1919—1922 годах — секретарём уездного комитета РКП(б) Нижегородской губернии, в 1923—1925 годах возглавлял агитпропотдел Сормовского райкома партии в Нижнем Новгороде.
С марта 1925 по октябрь 1927 годов Кузнецов — заведующий культотделом Губсофпродча, с 1927 по 1928 годы — преподаватель обществоведения в педагогическом техникуме села Починки Нижегородской губернии, с 1927 по 1930 годы был сотрудником редакций газет «Нижегородская Коммуна» (Нижний Новгород) и «Приокский рабочий» (Муром). В 1930—1932 годах — снова секретарь райкома партии в Нижнем Новгороде, как опытный партийный работник был назначен секретарем парткома строительства автомобильного завода в Нижнем Новгороде (Автострой).
В апреле 1932 года Кузьма Дмитриевич был направлен на работу в промышленность СССР: был начальником строительства Казанского машиностроительного комбината, в 1932—1933 годах — директором Казанского авиазавода. В 1934—1938 годах был начальником Управления по строительству и эксплуатации и директором завода № 126 Народного Комиссариата тяжёлой промышленности СССР.
В январе 1938 года Кузнецов был обвинен по статье 58-7-9-11 УК РСФСР по так называемому делу о «вредительской группе под руководством директора Кузнецова Кузьмы Дмитриевича». Находился под следствием до 21 мая 1940 года, когда дело было прекращено Постановлением Прокуратуры 2-й отдельной Краснознамённой армии. В июле этого же года он решением Политбюро ЦК ВКП(б) был назначен управляющим строительно-монтажным трестом № 6 Авиапрома города Саратова.
В 1941—1953 годах работал управляющим трестами в Куйбышеве, Жуковском, Москве.
Умер 25 ноября 1953 года. Похоронен на Ваганьковском кладбище (20 уч.).

## Награды
- Награждён тремя орденами Ленина (1932, 1944 и 1945) и медалями «За оборону Москвы», «800 лет Москвы», «За доблестный труд в Великой Отечественной войне 1941—1945 гг.».